# فرديناند ماركوس

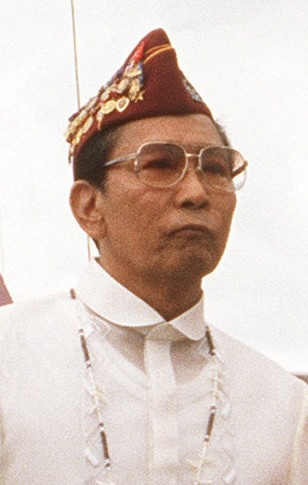
فرديناند ماركوس

فرديناند إيمانويل إدرالين ماركوس، الأب (11 سبتمبر 1917 - 28 سبتمبر 1989) هو سياسي فلبيني راحل  كان رئيسا لجمهورية الفلبين في الفترة من 1965 إلى 1986. وحكم بشكل دكتاتوري  بموجب الأحكام العرفية من عام 1972 حتى عام 1981. بدأ نظامه عددا غير مسبوق من مشاريع البنية التحتية والآثار (المعروفة بالعامية باسم «مجمع الصروح» والذي كلّف دافعي الضرائب كثيرا)،  ولكنه اكتسب سمعة سيئة بسبب فساده الشديد  ووحشيته.
بدأ ماركوس مسيرته كمحام قبل أن يصبح عضوا في مجلس النواب الفلبيني من عام 1949 حتى عام 1959 وفي مجلس الشيوخ الفلبيني من عام 1959 حتى عام 1965 حيث كان أيضا رئيسا لمجلس الشيوخ من عام 1963 إلى عام 1965. قاتل ماركوس إلى جانب الأميركيين خلال الغزو الياباني وشارك في مسيرة الموت في باتان، وزعم لاحقا خلال حملاته الانتخابية أنه «بطل حرب وأكثر من نال النياشين في الفلبين»، وهو زعم ثبت بطلانه لاحقا. ووصفت وثائق الجيش الأمريكي هذا الزعم بأنه «احتيالي» و «سخيف». ومع ذلك، أيّد الرئيس فيدل راموس مزاعم ماركوس بأن الأخير أسس مجموعة ماهارليكا المقاتلة المناهضة لليابان، وذكر في سيرة رئاسته الافتتاحية أن والده نارسيسو راموس خدم كأحد قادة مجموعة ماركوس المقاتلة.
انتخب ماركوس رئيسا في عام 1965. وارتفع الدين الوطني الفلبيني المستغل لتمويل مشاريع التنمية من ملياري دولار في بداية فترة ولايته إلى 26 مليار دولار بحلول نهاية عام 1985. واستنادا إلى بيانات البنك الدولي، نما الناتج المحلي الإجمالي السنوي للفلبين من 5.27 بليون دولار في عام 1964 إلى 37.14 بليون دولار في عام 1982، أي قبل عام من اغتيال نينوي أكينو. أدى عدم الاستقرار السياسي في أعقاب اغتيال أكينو، والانخفاض غير المتوقع في الائتمان الدولي وارتفاع أسعار الفائدة، وصعوبة إدارة وضع ميزان المدفوعات بسبب هبوط أسعار الصادرات  إلى ركود اقتصادي حاد في عام 1984 و 1985. وبحلول نهاية عام 1985، بلغ الناتج المحلي الإجمالي 30.7 بليون دولار بعد عامين من الانكماش الاقتصادي. وقد زعم بعض منتقدي ماركوس أن معدل انتشار الفقر قد ارتفع من 41٪ في الستينات من القرن الماضي زمن توليه الرئاسة إلى 59٪ عندما أزيح من السلطة،  ولكن الأبحاث الأكاديمية لقياس الفقر لم تبدأ إلا في السبعينيات، كما أن معدل الفقر الذي قاسه بنك التنمية الآسيوي أشار إلى نسبة 44٪ في عام 1985. ارتفع نصيب الفرد من الناتج المحلي الإجمالي الفلبيني بالدولار الأمريكي بأكثر من أربعة أضعاف من 175.9 دولار في عام 1964 إلى 741.8 في عام 1982، لكنه انخفض إلى 565.8 دولار في عام 1985 بسبب الركود من إجراءاته الحمائية والإهمال في التصنيع ورأسمالية المحاسيب والاقتراض المفرط. ومع ذلك، كان فقد أسهم في الركود وارتفاع مستويات الديون أزمة معدلات الفائدة العالمية المرتفعة، والركود الاقتصادي العالمي الشديد، والزيادة الكبيرة في أسعار النفط العالمية، التي أثرت على جميع البلدان المدينة في أمريكا اللاتينية وأوروبا ولم تستثنى الفلبين ورغم الركود في الفترة 1984-1985، فقد زاد الناتج المحلي الإجمالي للفرد بمعدل سنوي قدره 5.8 في المائة، أو أكثر من ثلاثة أضعاف، في الفترة من 1964 إلى 1985. ولم يتجاوز نصيب الفرد هذه النسبة إلا في عام 1992 فقط في بداية فترة فيدل راموس عندما بلغ نصيب الفرد من الناتج المحلي الإجمالي 814 دولار.
بعد وقوع أكثر من 15 حادثة تفجير ونمو الحركات الشيوعية،  وضع ماركوس البلاد تحت القانون العرفي في 23 سبتمبر 1972،  حيث قام بتجديد الدستور وإسكات وسائل الإعلام  واستخدم العنف والقمع ضد المعارضة السياسية. تم التصديق على الأحكام العرفية من قبل 90.77٪ من الناخبين خلال استفتاء القانون العرفي الفلبيني، 1973 على الرغم من أن الاستفتاء شابه الجدل. ووفقا لجريدة واشنطن بوست في عام 1989، قام الشيوعيون بتخطيط تفجير بلازا ميراندا عام 1971 لإثارة ماركوس ضد خصومه، ما يسمح لهم بزيادة الأعضاء الجدد حيث كانت تلك الحركات بأمس الحاجة إليهم للاستفادة من الأسلحة والمساعدات المالية القادمة من الصين.
وكان تقرير منظمة العفو الدولية لعام 1976 قد أدرج 88 من المعتدين الحكوميين، بمن فيهم أفراد الشرطة الفلبينية والجيش الفلبيني، الذي كان تحت إمرة اللواء فيدل راموس ووزير الدفاع خوان بونس إنريل. وقد أجرى فريق بعثة منظمة العفو الدولية مناقشات مع الرئيس فرديناند ماركوس، وأمين الدفاع الوطني خوان بونس إنريل، والمحامي العام إستيليتو مندوزا، واللواء فيدل راموس (قائد القوات الفلبينية)، والعميد غييرمو سانتوس، القاضي نائب عام القوات المسلحة الفلبينية وغيرهم من كبار المسؤولين" عندما أعدت تقريرها.
أدى الغضب الشعبي إلى انتخابات مبكرة في عام 1986. وأدت مزاعم الغش الجماعي والاضطرابات السياسية والتجاوزات في انتهاكات حقوق الإنسان إلى ثورة سلطة الشعب في فبراير 1986، وإزالته من الحكم. ولتجنب ما قد يتحول إلى مواجهات عسكرية في مانيلا بين القوات الموالية لماركوس والمعارضة له، نصحه الرئيس رونالد ريغان من خلال السيناتور بول لاكسالت بأن «يخرج بهدوء»  وبعد ذلك فرّ ماركوس إلى هاواي. خلفته كورازون أكينو في الرئاسة، وهي أرملة زعيم المعارضة المغتال السيناتور بينينو (نينوي) أكينو الابن الذي عاد جوا إلى الفلبين لمواجهة ماركوس.
ووفقا للوثائق التي قدمتها اللجنة الرئاسية للحكومة الجيدة،  وهي وكالة حكومية أنشأتها حكومة أكينو،  فإن أسرة ماركوس نهبت ما نحوه 5-10 مليار دولار أمريكي. كما أكدت اللجنة أن أسرة ماركوس عاشت حياة باذخة بأن أخذت المليارات من الدولارات من البلاد  في فترة حكمه المدعوم من الولايات المتحدة بين عامي 1965 و 1986. أما زوجته إيميلدا ماركوس، التي بلغت من التجاوزات خلال فترة حكم زوجها أن أصبحت مشهورة بالبذخ بذاتها وابتكر عنها مصطلح «إميلدية». وقد رفعت ضدها العديد من الاتهامات بالكسب غير المشروع، وبعضها لا يزال قيد المحاكمة، وقد رفضت المحكمة معظمها بسبب الافتقار إلى الأدلة. وبسبب هذا فهي لا تزال نشطة في السياسة الفلبينية إلى جانب مع اثنين من أطفالها الأربعة، إيمي ماركوس وفرديناند «بونغبونغ» ماركوس الابن. تزعم إيميلدا ماركوس أن ثروة فرديناند جاءت من كنز الذهب الذي اكتسبه قبل أن يصبح رئيسا؛  وقد أيدت هذه الشهادة بشهادات في مجلس الشيوخ الفلبيني من قبل رجل الأعمال إنريكي زوبيل ومارسيلينو تاغل، المدير السابق لشركة كاريتاس مانيلا وأحد «أبرز عشرة شباب» في عام 1967.

## روابط خارجية
- فرديناند ماركوس على موقع IMDb (الإنجليزية)
- فرديناند ماركوس على موقع الموسوعة البريطانية (الإنجليزية)
- فرديناند ماركوس على موقع مونزينجر (الألمانية)
- فرديناند ماركوس على موقع إن إن دي بي (الإنجليزية)
- فرديناند ماركوس على موقع قاعدة بيانات الفيلم (الإنجليزية)